# Thalpophila trescoensis
Thalpophila trescoensis är en fjärilsart som beskrevs av Richardson 1958. Thalpophila trescoensis ingår i släktet Thalpophila och familjen nattflyn. Inga underarter finns listade i Catalogue of Life.